# Angelika Kujawiak
Angelika Kujawiak (ur. 4 stycznia 1988 w Warszawie) – polska aktorka.

## Życiorys
W dzieciństwie uczęszczała do kółka teatralnego w Miejskim Ośrodku Kultury w Olsztynie. Absolwentka policealnego studium aktorskiego przy Teatrze im. Stefana Jaracza w Olsztynie. Popularność przyniosła jej rola w serialu Pierwsza miłość, gdzie wcielała się w postać Darii Pakulskiej.

## Filmografia
- 2006: Pogoda na piątek - kelnerka (odc. 9)
- 2007-2008: Plebania (serial telewizyjny) - Nata
- 2008-2010, 2012, 2014-2016: Pierwsza miłość (serial telewizyjny) - Daria Pakulska
- 2010: Poemat (etiuda szkolna) - Ona
- 2012: Przykazania (spektakl telewizyjny) - grzeszniczka
- 2014: Zamknięci (etiuda szkolna) - Milena
- 2015: M jak miłość - dziewczyna z korporacji (odc. 1143)
- 2016: Na dobre i na złe - Lidka, dziewczyna Miśka (odc. 641-643)
- 2016: M jak Miłość - kobieta (odc. 1202)
- 2016: Karawela (etiuda szkolna) - dziewczyna
- 2017: Wojenne dziewczyny - więźniarka Paździak (odc. 12)
- 2017: Nie pamiętam - Helena
- 2018: Trzecia połowa - Marysia, siostra Marciniaka (odc. 12)
- 2018: Latające szczury - Zuzanna Miszczak
- 2018: Barwy szczęścia - Bogusia, sąsiadka Oliwi i Justina (odc. 1968)
- 2019: Dzika tajemnica (etiuda szkolna) - kochanka
- 2020: Uzdrowisko (serial telewizyjny) - Jagoda, wnóczka Leokadii (odc. 9)

## Teledyski
- 2015: BAUM - CZAS (official video)
- 2016:  Out of the Box - Nie Wiem (Melody Dealers)
- 2018: STAROŚĆ AKSOLOTLA